# Мечеть Газахлар
Мечеть Газахлар (азерб. Qazaxlar məscidi) — историко-архитектурный памятник XIX века, расположенный в городе Гянджа (Азербайджан).

## История

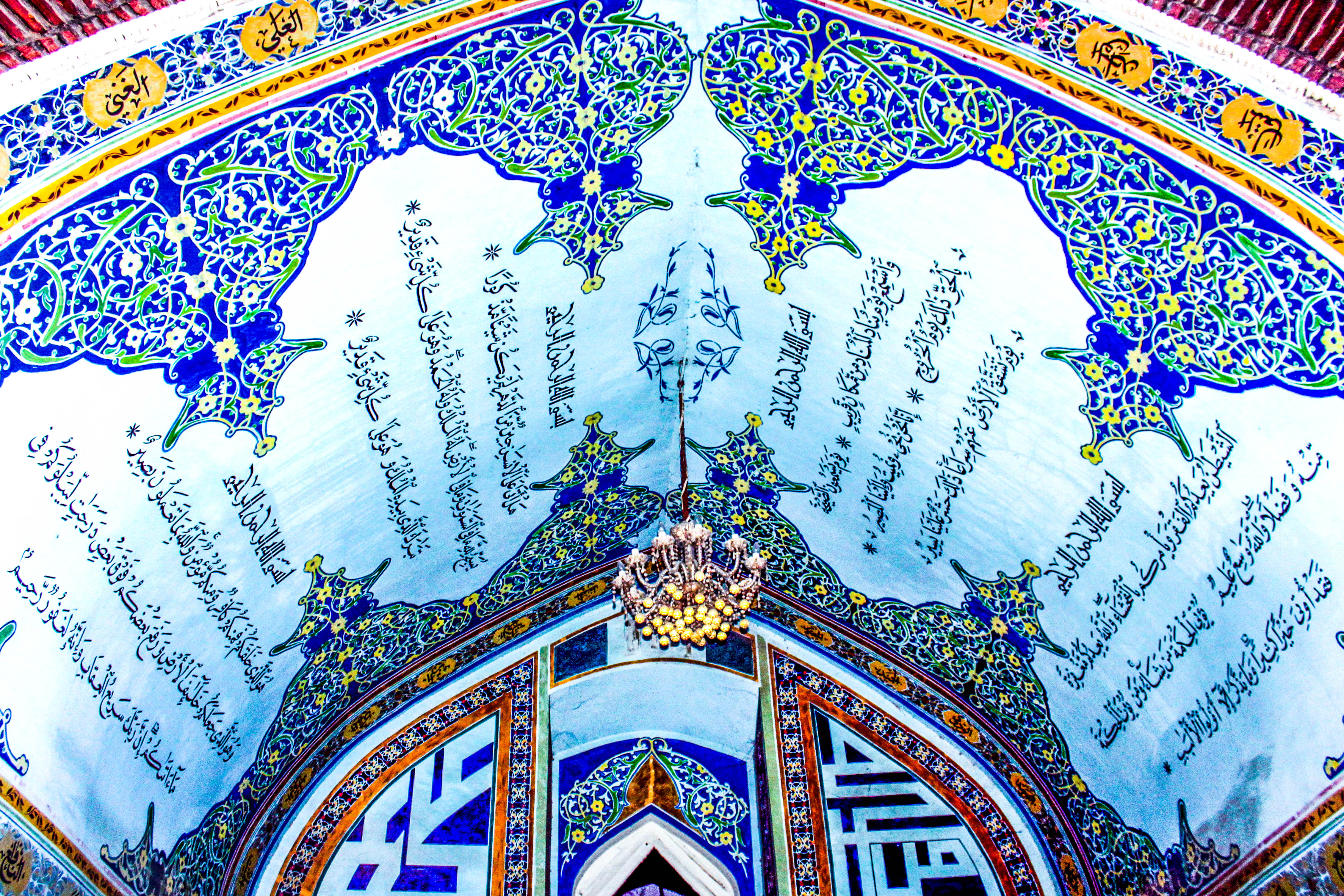
портал главного входа в мечеть

Мечеть была возведена в начале XIX века выходцами, из Газахского района. Мечеть Газахлар была построена на основе плана Джума-мечети. Неизвестно, кто именно является архитектором мечети.
После установления советской власти в Азербайджане в 1920 году началась борьба большевиков с религией. Как и многие другие религиозные учреждения мечеть Газахлар перестала функционировать и использовалась как склад, школа и в других целях.
Согласно решению №132 Кабинета Министров Азербайджанской Республики принятого 2 августа 2001 года мечеть Газахлар была включена в Список недвижимых памятников истории и культуры местного значения.
В 2014 году в мечети произошёл пожар, в результате чего часть крыши сгорела.
В 2018 году в мечети были проведены реставрационные работы.
В настоящее время этот историко-архитектурный памятник используется по предназначению.

## Архитектурные особенности
Фундамент мечети построен из речного камня. Стены мечети построены из красного жженого кирпича. Толщина всех стен 12-20 см, а высота 1,5 метра. Облицовка мечети покрыта, характерным для этой зоны, 
красным кирпичом. Подобно мечети Джума, мечеть Газахлар также имеет три входные двери. Основной вход проложен сквозь глубокий арочный портал. Другие двери находятся справа и слева от мечети. В мечети имеется тринадцать деревянных окон и одна лестница. На стенах мечети нет китабе и различных орнаментов.